# Jennie Adams
Jennie Adams, es una escritora australiana de novelas románticas publicadas desde 2005. También ha escrito artículos e historias cortas para distintas revistas. 

## Biografía
Jennie Adams se crio junto a sus hermanos en una apartada localidad australiana. Ella comenzó a escribir historias a una edad muy temprana, pero antes de comenzar su carrera desarrolló diversos trabajos, como secretaria o profesora de piano. Jennie se casó, y tras su maternidad, comenzó a escribir de nuevo mientras sus hijos estaban en la escuela publicando su primera novela en 2005 en Harlequin. Ella continúa trabajando fuera de casa en la industria metálica. Jennie tiene su hogar en Nueva Gales del Sur..

### Nine to Five Series Multi-Author
- The Boss's Convenient Bride, 2005/03 (La mejor novia, 2005/10)

### Novelas independientes
- Parents of Convenience, 2005/06 (Padres por conveniencia, 2005/11)
- Her Millionaire Boss, 2006/08 (La atracción más poderosa, 2006/12)
- Memo: Marry Me?, 2007/05 (¿Te quieres casar conmigo?, 2007/08)
- The Italian Single Dad, 2007/07 (Amor italiano, 2007/10)

### Heart to Heart Series Multi-Author
- To Love And To Cherish, 2007/12